# Ctenomys saltarius
Ctenomys saltarius är en däggdjursart som beskrevs av Thomas 1912. Ctenomys saltarius ingår i släktet kamråttor och familjen buskråttor. IUCN kategoriserar arten globalt som otillräckligt studerad. Inga underarter finns listade i Catalogue of Life.
Denna gnagare förekommer i norra Argentina i provinserna Salta och Jujuy. Det är nästan inget känt om levnadssättet.